# Susanna e i vecchioni (Annibale Carracci)

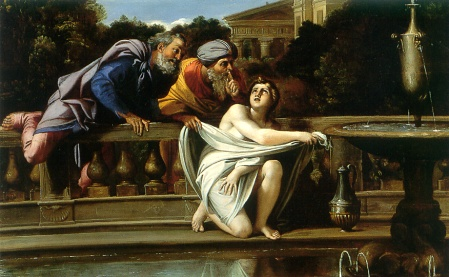
Susanna e i vecchioni, olio su tela (56,8x86,1 cm) di Annibale Carracci del 1604; conservato presso la Galleria Doria Pamphilj (Roma).

Susanna e i vecchioni è un dipinto, datato 1604, del bolognese Annibale Carracci, realizzato come olio su tela, (56,8 x 86,1 cm). Attualmente è conservato presso la Galleria Doria Pamphilj di Roma.

## Storia
Susanna e i Vecchioni (1604) venne realizzato sotto commissione del Cardinale Facchinetti che chiese a Carracci di dipingere il noto soggetto biblico su cui già tanti altri artisti a lui coevi o vicini (Tintoretto, Procaccini, Rubens, Gentileschi) si erano cimentati.
L'opera è stata definitivamente attribuita al pittore emiliano soltanto in tempi piuttosto recenti.

## Descrizione e stile
Al centro della storia e anche della scena c’è Susanna, una donna casta, cinta da una tunica candida, quasi quanto la sua pelle e dai tratti opulenti che si accinge a lavarsi. Su di lei, da destra, in atto di spiarla, si avventano, prendendole la veste e intimandole il silenzio, due anziani, che sono "i vecchioni" del titolo appunto. Tutta l’opera, sia dal punto di vista cromatico che dal punto di vista del significante, si basa sulla dicotomia tra bene e male, tra chiaro e scuro: i vecchioni sono figure negative, contraltare della virtuosa Susanna. Tanto lei è pura, impaurita e desiderosa di libertà, tanto i vecchioni sono impuri, lussuriosi e i loro sguardi carichi di libidine.
L'opera appartiene pienamente al Barocco, uno stile fortemente influenzato dal classicismo di cui però esagera gli attributi.
L'enfasi sul naturalismo e il ritorno alle soluzioni classiche sul piano dell’impostazione strutturale sono finalizzati, coerentemente con lo spirito del Barocco, al coinvolgimento e alla partecipazione emotiva dello spettatore. Notevole l’uso dei colori che sembrano accendersi e quasi fuoriuscire dalla tela.